# Rue d’Alger
Die Rue d’Alger ist eine Straße im 1. Arrondissement von Paris.

## Geschichte
Auf dem Gebiet auf dem die Straße 1830 errichtet wurde, stand bis zum Tod seines letztens Besitzers, des britischen Exzentrikers und Schriftstellers Francis Egerton, 8. Earl of Bridgewater 1829 das Grand Hôtel de Noaille, ein Hôtel particulier (Stadtpalais). Das Gebäude wurde unmittelbar nach seinem Tod durch die Erben an Martin-Pierre Chéronnet et die Brüder Périer verkauft.
Eine Verordnung vom 20. September 1830 ermächtigte die Besitzer des Grundstücks zur Eröffnung einer 10 m breiten Straße auf dem Gelände des ehemaligen Hôtel de Noailles. Die Gebäude in dieser Straße durften eine Höhe von 15 m nicht überschreiten, außer an den Ecken mit den Straßen Rivoli und Saint-Honoré, wo die maximale Höhe 18 m betrug. Die Straße wurde zunächst unter dem Namen „Rue Louis-Philippe-Ier“ angelegt, benannt nach dem „Bürgerkönig“ Louis-Philippe I. der im Zuge der Julirevolution des gleichen Jahres an die Macht gekommen war. Schon zwei Jahre später kam es 1832 zur Umbenennung in Rue d’Alger in Erinnerung an die militärische Eroberung Algiers durch die Franzosen zwei Jahre zuvor.
Eine königliche Verordnung vom 16. November 1834 legte die maximale Höhe der Häuser entlang der Straße auf 16 m fest.

## Lage und Erreichbarkeit
Öffentlich erreichbar ist die Rue d’Alger über die Station Tuileries der Pariser Metro.